# تورتیلا فلت

یکی از چاپ های تورتیلا فلت، اثر جان استاینبک

تورتیلا فلت (به انگلیسی: Tortilla Flat) نام رمانی از جان استاینبک نویسنده آمریکایی است. تورتیلا فلت رمانی با بن‌مایه طنز است. تمام ماجراهای این رمان در محله‌ای به همین نام در شهر مونته ری رخ می‌دهد. شهرت و پول رهاورد نگارش این رمان برای جان استاینبک بود. این رمان شرح حال رنگین پوستان کالیفرنیا است که در عین فقر و تنگدستی با روحی شاد و بدون هیچگون قید اخلاقی روزگار میگذرانند.

این کتاب تحت عنوان تورتیا فلت در ایران توسط صفدر تقی‌زاده و محمد علی صفریان به فارسی ترجمه شده است.

## ترجمه به فارسی
این رمان به زبان فارسی ترجمه شده و با مشخصات زیر به چاپ رسیده است:
- اس‍ت‍ای‍ن‌‌ب‍ک‌، ج‍ان‌، ‏ت‍ورت‍ی‍لا ف‍ل‍ت‌، ت‍رج‍مۀ م‍ح‍م‍دع‍ل‍ی‌ ص‍ف‍ری‍ان و ص‍ف‍در ت‍ق‍ی‌زاده‌، تهران: نشر اندیشه: مؤسسۀ انتشارات فرانکلین‏، ۱۳۵۳.‬